# Zenon Nowosz
Zenon Stanisław Nowosz (Varsavia, 6 febbraio 1944) è un ex velocista polacco, campione europeo indoor dei 60 metri piani nel 1973 e campione europeo della staffetta 4×100 metri nel 1978.

## Palmarès
| Anno | Manifestazione  | Sede              | Evento      | Risultato        | Prestazione | Note                          |
| ---- | --------------- | ----------------- | ----------- | ---------------- | ----------- | ----------------------------- |
| 1968 | Giochi olimpici | Città del Messico | 100 m piani | Batteria         | 10"5        |                               |
| 1968 | Giochi olimpici | Città del Messico | 4×100 m     | 8º               | 39"2        |                               |
| 1969 | Europei indoor  | Belgrado          | 50 m piani  | Oro              | 5"8         |                               |
| 1969 | Europei         | Atene             | 200 m piani | Bronzo           | 20"9        |                               |
| 1970 | Europei indoor  | Vienna            | 60 m piani  | Argento          | 6"7         |                               |
| 1971 | Europei         | Helsinki          | 4×100 m     | Argento          | 39"70       |                               |
| 1972 | Giochi olimpici | Monaco            | 100 m piani | 7º               | 10"46       | Miglior prestazione personale |
| 1972 | Giochi olimpici | Monaco            | 4×100 m     | 6º               | 39"03       |                               |
| 1973 | Europei indoor  | Rotterdam         | 60 m piani  | Oro              | 6"64        |                               |
| 1974 | Europei indoor  | Göteborg          | 60 m piani  | 6º               | 6"70        |                               |
| 1976 | Europei indoor  | Monaco            | 60 m piani  | 6º               | 6"79        |                               |
| 1976 | Giochi olimpici | Montréal          | 200 m piani | Quarti di finale | 21"22       |                               |
| 1978 | Europei         | Praga             | 4×100 m     | Oro              | 38"58       | Record dei campionati         |